# 中野久夫
中野　久夫（なかの ひさお、1929年1月5日-　）は、日本の文芸・美術評論家、外国語学習法著者。
長野県生まれ。早稲田大学文学部卒。多摩美術大学講師。文芸・美術評論家、翻訳家として活動するがのち外国語学習法の本を書くようになる。

## 著書
- 『芸術心理学入門』造形社 1970。全国書誌番号:75045768、NCID BN04393920。
- 『現代芸術の光と影 異常心理学から見た作家と画家』時事通信社 1976。全国書誌番号:75047377、NCID BN06002387。
- 『現代芸術の心理』星和書店 1977。全国書誌番号:77025471、NCID BN01352199。
- 『現代画家の精神分析』ナツメ社 1980。全国書誌番号:80034396、NCID BN0648721X。
- 『現代作家の精神分析』ナツメ社 1980。全国書誌番号:80015959、NCID BN06386223。
- 『現代マンガの心的世界』新評社 1981。全国書誌番号:82036132、NCID BN05211665。
- 『日本歴史の精神分析』時事通信社 1987。ISBN 4788787369
- 『フランス語が面白いほど身につく本 ABCから会話までマスターできる はじめての人にピッタリの学習法』中経出版 1991。ISBN 4806105309
- 『ドイツ語が面白いほど身につく本 ABCから日常会話まで はじめての人にピッタリの学習法』岩井清治共著 中経出版 1992。ISBN 4806106208
- 『フランス語が基礎からわかって上達する本 通勤・通学電車で憶える』山下出版 1993。ISBN 4946441646
- 『中国語が基礎からわかって上達する本 通勤・通学電車で憶える』山下出版 1994。ISBN 4946441824
- 『中国語単語がラクラク頭に入る本 通勤・通学電車で憶える』山下出版 1995。ISBN 4946441972
- 『はじめてのスペイン語』明日香出版社 1998。ISBN 4756901271
- 『はじめてのフランス語』明日香出版社 1998。ISBN 4756900771
- 『CD付ドイツ語が面白いほど身につく本』中経出版 1999。ISBN 4806112860
- 『CD付フランス語が面白いほど身につく本』中経出版 1999。ISBN 4806112593
- 『はじめてのドイツ語』明日香出版社 1999。ISBN 4756902413
- 『はじめてのポルトガル語』明日香出版社 2000。ISBN 475690324X
- 『太宰治・生涯と作品の深層心理』審美社 2009。ISBN 978-4788341265
- 『ドイツ語らくらく速習24日 すきま時間活用!一日25分 +格変化習得重点トレーニング』国際語学社 2012。ISBN 978-4877316327
- 『フランス語らくらく速習24日 すきま時間活用!一日25分 6日間×4週間』国際語学社 2012。ISBN 978-4877316013

### 共著
- 『美人画の世界』佐波克美共著 ナツメ社 1981。全国書誌番号:81039376、NCID BN02368070。
- 『ベル・エポック大正の日本人』先崎昭雄、河田宏共著 ぺりかん社 1981。全国書誌番号:81034949、NCID BN03520749。
- 『日本人の攻撃性』河田宏共著 三一書房 1984。全国書誌番号:85001475、NCID BN00367689。
- 『ロシア語が面白いほど身につく本 意外にかんたん!』オレグ・ヴィソーチン共著 中経出版 1995。ISBN 4806108669
- 『同時に学ぶフランス語・スペイン語会話』保科陽一共著 芸林書房 1996。ISBN 4768170021

### 翻訳
- N.N.ドラクーリデス『芸術家と作品の精神分析』岩崎学術出版社 1967。全国書誌番号:67010030、NCID BN02564319。
- アン・ファラデー『ドリームパワー』佐波克美共訳 時事通信社 1973。全国書誌番号:69007761、NCID BN03061233。
- アントン・エーレンツヴァイク『芸術の隠された秩序 芸術創造の心理学』岩井寛,高見堅志郎共訳 同文書院 1974。全国書誌番号:75047261、NCID BN03426718。
- F.ドルト『少年ドミニクの場合 ある精神分析医の面接ノート』小此木啓吾共訳 平凡社 1975。全国書誌番号:69009071、NCID BN03242271。
- ガードナー・マーフィー『超心理の科学』佐波克美共訳 時事通信社 1975。全国書誌番号:69010090、NCID BN04138049。
- アーヴィン・D・ヤーロム『恋の死刑執行人 心の治療物語』春海アイ・モンゴメリー共訳 三一書房 1996。ISBN 4380962415